# Casa de los Ezeiza

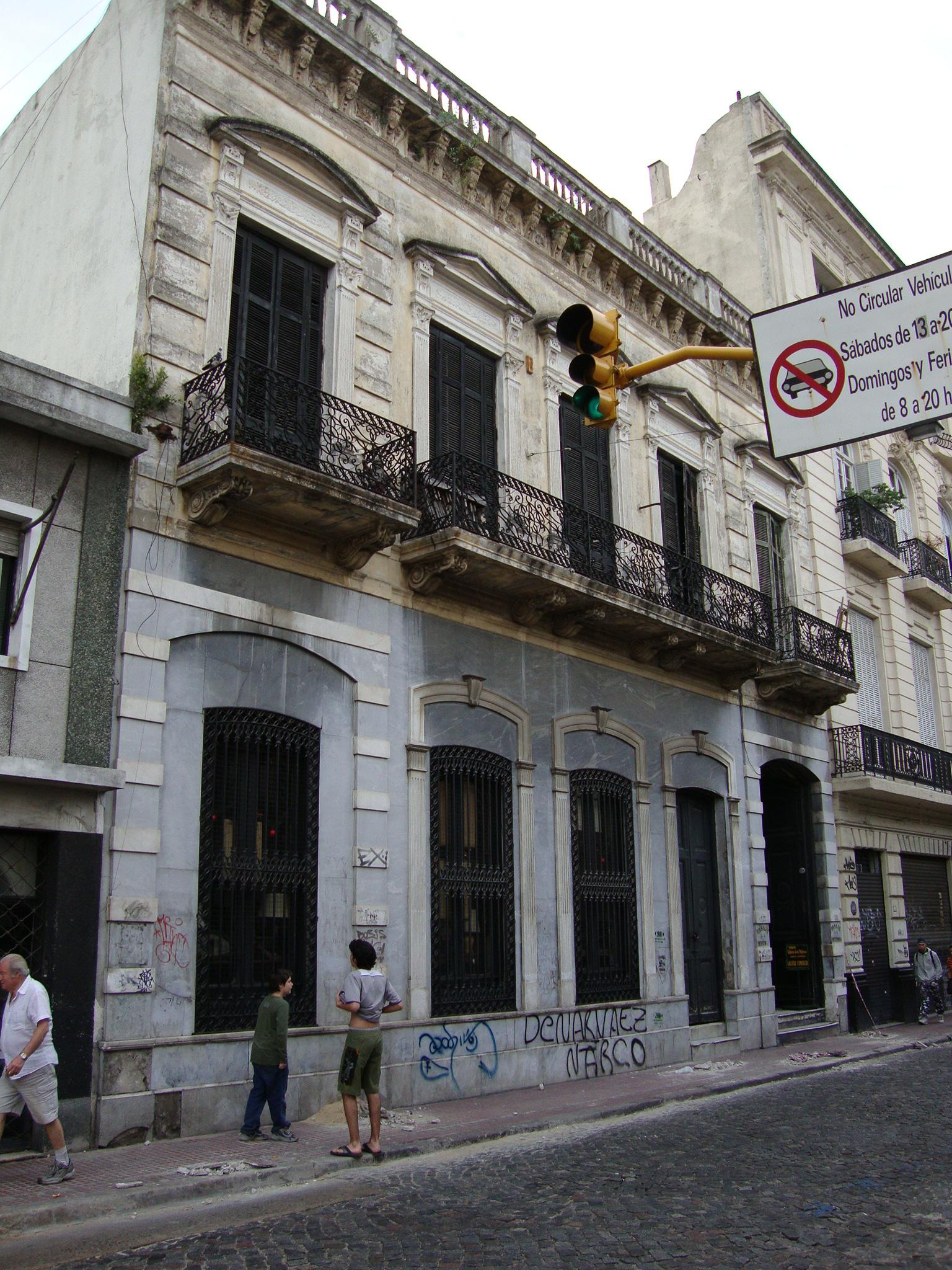
Fachada de estilo italianizante.

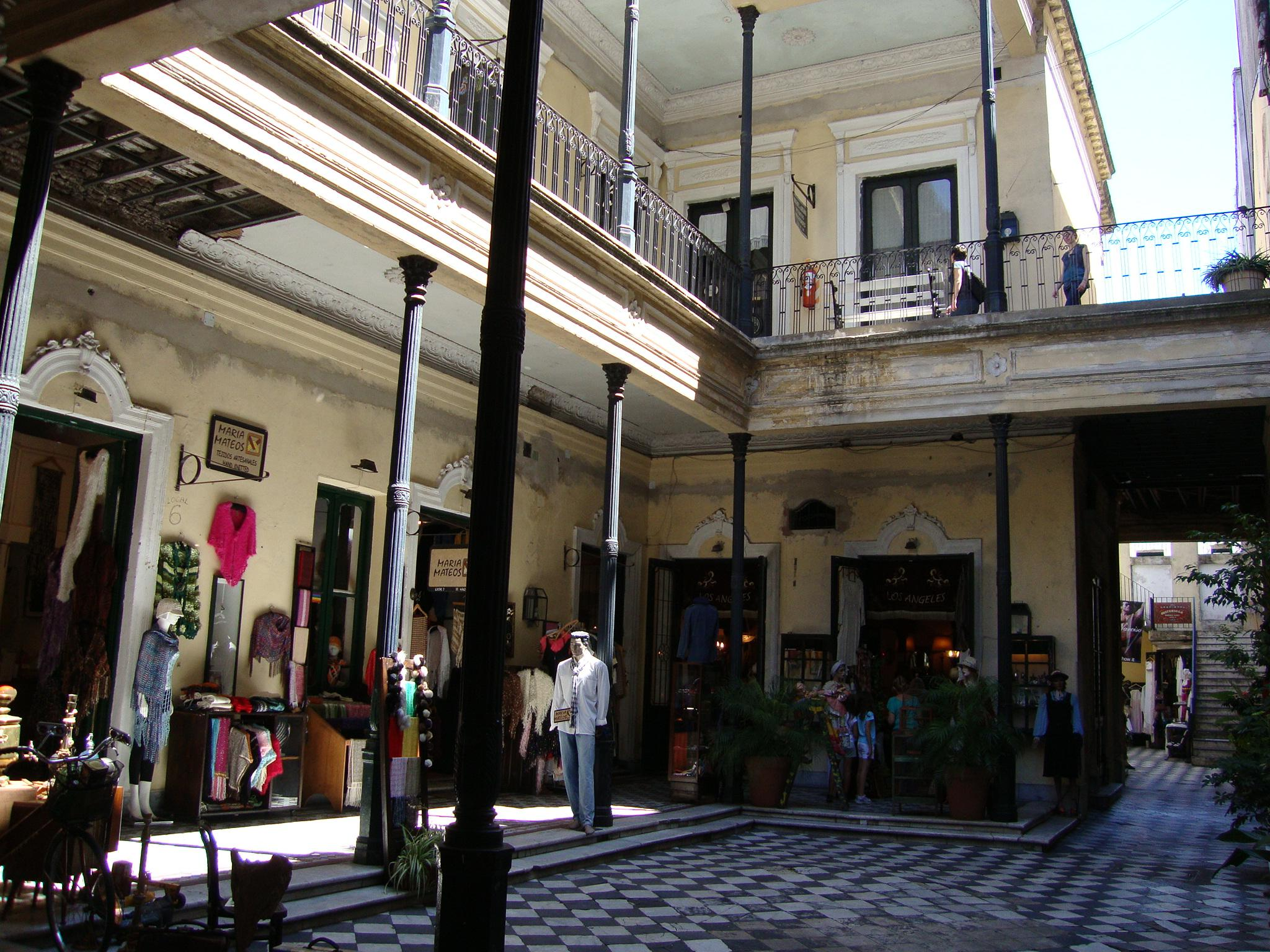
Segundo patio interno.

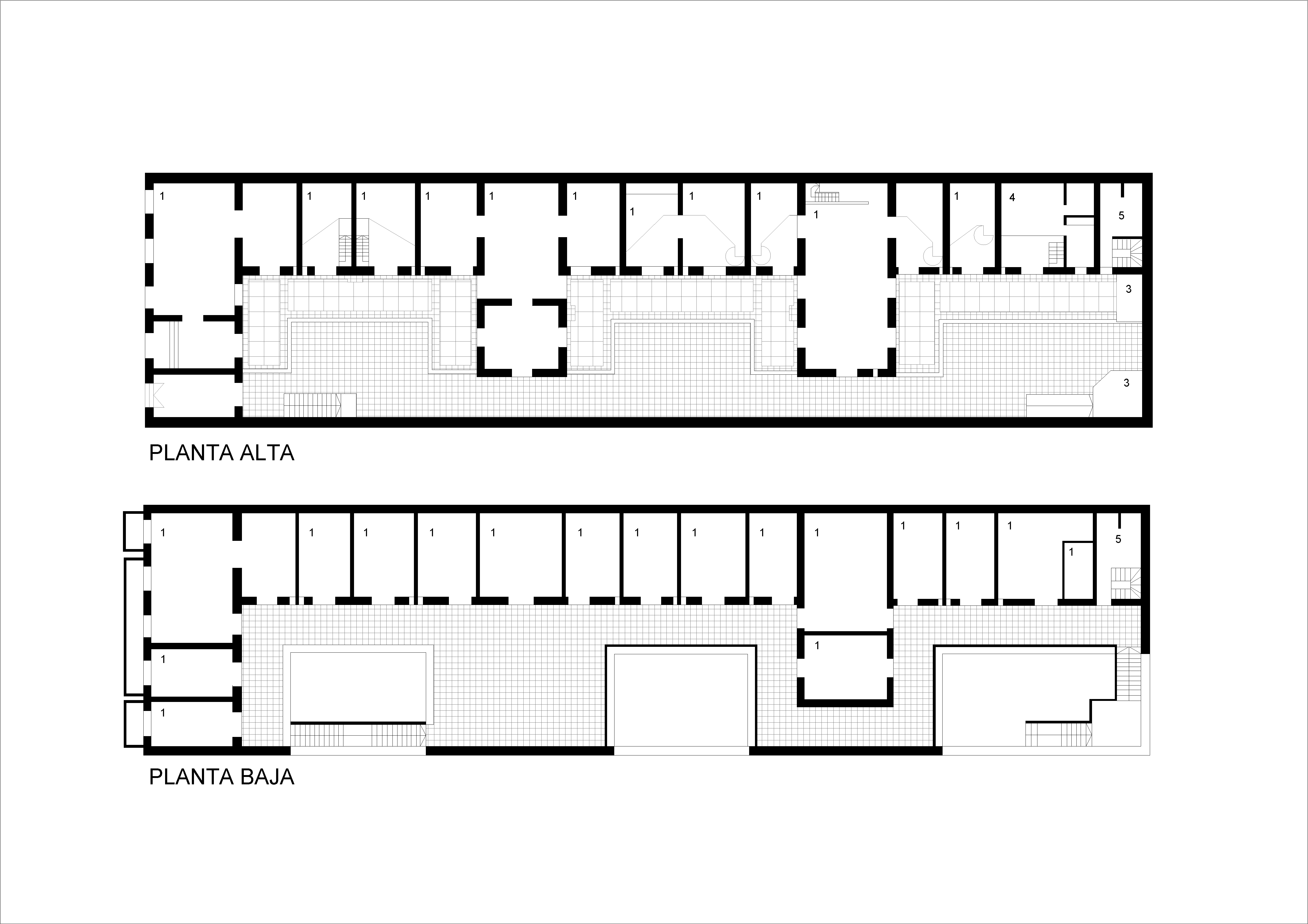
Planta baja/planta alta, Casa de los Ezeiza, calle Defensa 1179

La Casa de los Ezeiza es una antigua vivienda familiar de estilo italianizante que se encuentra en la calle Defensa N.º 1179, a media cuadra de Plaza Dorrego en el barrio de San Telmo, casco histórico de la ciudad de Buenos Aires, Argentina. Actualmente funciona en ella un paseo de compras denominado Pasaje Defensa.

## Historia
La casa fue construida para alojar a la familia conformada por Elías y Eduarda Ezeiza, descendientes de los primeros Ezeiza que arribaron al país provenientes de Albistur (País Vasco). Los Ezeiza abandonaron la casa para mudarse al Barrio Norte como muchas otras familias de la clase alta porteña. No hay documentación que certifique la fecha exacta de la construcción de la casa, aunque se dice que es del año 1876. Los descendientes afirman que la familia abandonó la casa luego de la epidemia de fiebre amarilla de 1871.
En 1910 se estableció en ella una escuela primaria y más tarde fue sede del Instituto Nacional de Sordomudos, pero luego de la crisis de 1930, con la llegada de la segunda corriente migratoria de principios del siglo XX, se transformó en un conventillo adonde llegaron a vivir 32 familias hacinadas, quienes compartían las habitaciones destinadas a los servicios (cocina y baño) y tenían una propia para el desarrollo de las demás actividades.

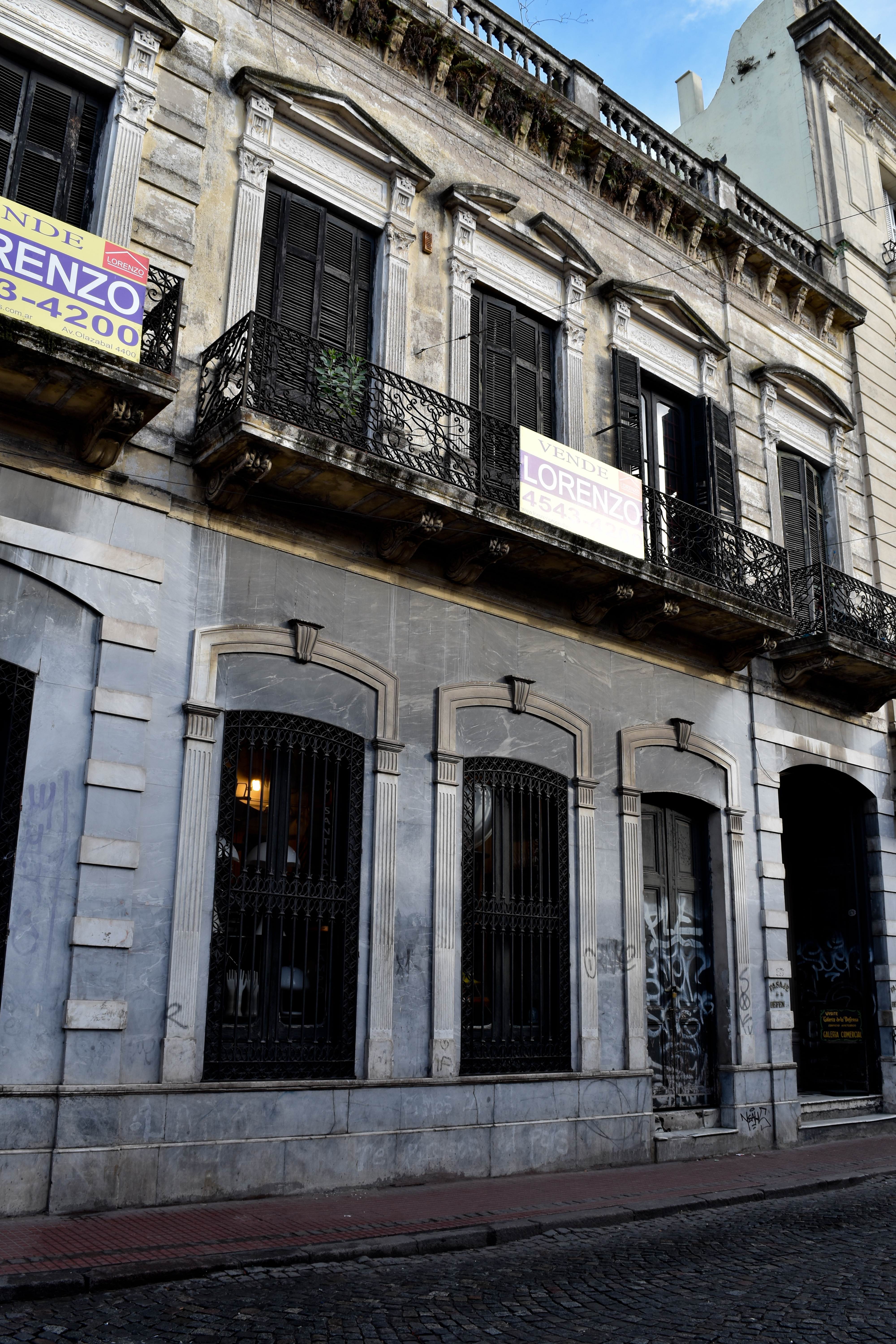
Casa de los Ezeiza desde afuera.

En 1980 fue reciclada por los arquitectos Raúl Servente, Félix Alemán y Juan Firpo, teniendo como objetivo llevarla a su estado original para que un año más tarde se inaugurase en ella un paseo de compras denominado Galería de la Defensa, y también el Pasaje Defensa, que funciona hasta la actualidad.

## Descripción arquitectónica
Construida en la década de 1870 y emplazada en un lote de 15 metros de ancho por 62 metros de largo, la Casa de los Ezeiza es una típica construcción de dos plantas, desarrollada longitudinalmente, con tres patios (nombrados del Árbol, del Tiempo y de los Ezeiza) conectados por pasillos hacia la medianera norte del terreno y las habitaciones hacia el lado sur, con galerías de estilo italianizante en ambas plantas. Dos escaleras comunican dos de los patios con el nivel superior (una fue agregada en 1980) y el intermedio está dominado por un árbol.
Es una casa con arquitectura colonial que además posee las características de una casa chorizo debido a la sucesión de sus habitaciones, que se comunican entre sí y que ventilan a través de una galería con salida al patio, la cual funciona como la unión de todos los ambientes de la casa.
La disposición de las habitaciones respondía originalmente a la usual en este tipo de viviendas: en el primer patio solían ubicarse el comedor, biblioteca, y escritorio, y además se reservaban los salones de la entrada para recibir a las visitas; en el segundo había habitaciones, y en el tercero cuartos de servicio, donde residía el personal que trabajaba, y generalmente una huerta o un corral.
La casa mantiene la estructura y las molduras de su época. Las columnas están hechas en hierro con capiteles corintios y su cielorraso presenta los tirantes de madera con el metal desplegado, forma en la que se construía hace algunos años.
Su fachada tiene ventanas rectangulares que por encima poseen molduras. Además, presenta columnas apoyadas y su planta baja revestida en mármol de Carrara (material que familias adineradas hacían traer desde Italia). El aljibe, elemento fundamental, permitía la obtención de agua medianamente potable.

### Remodelación

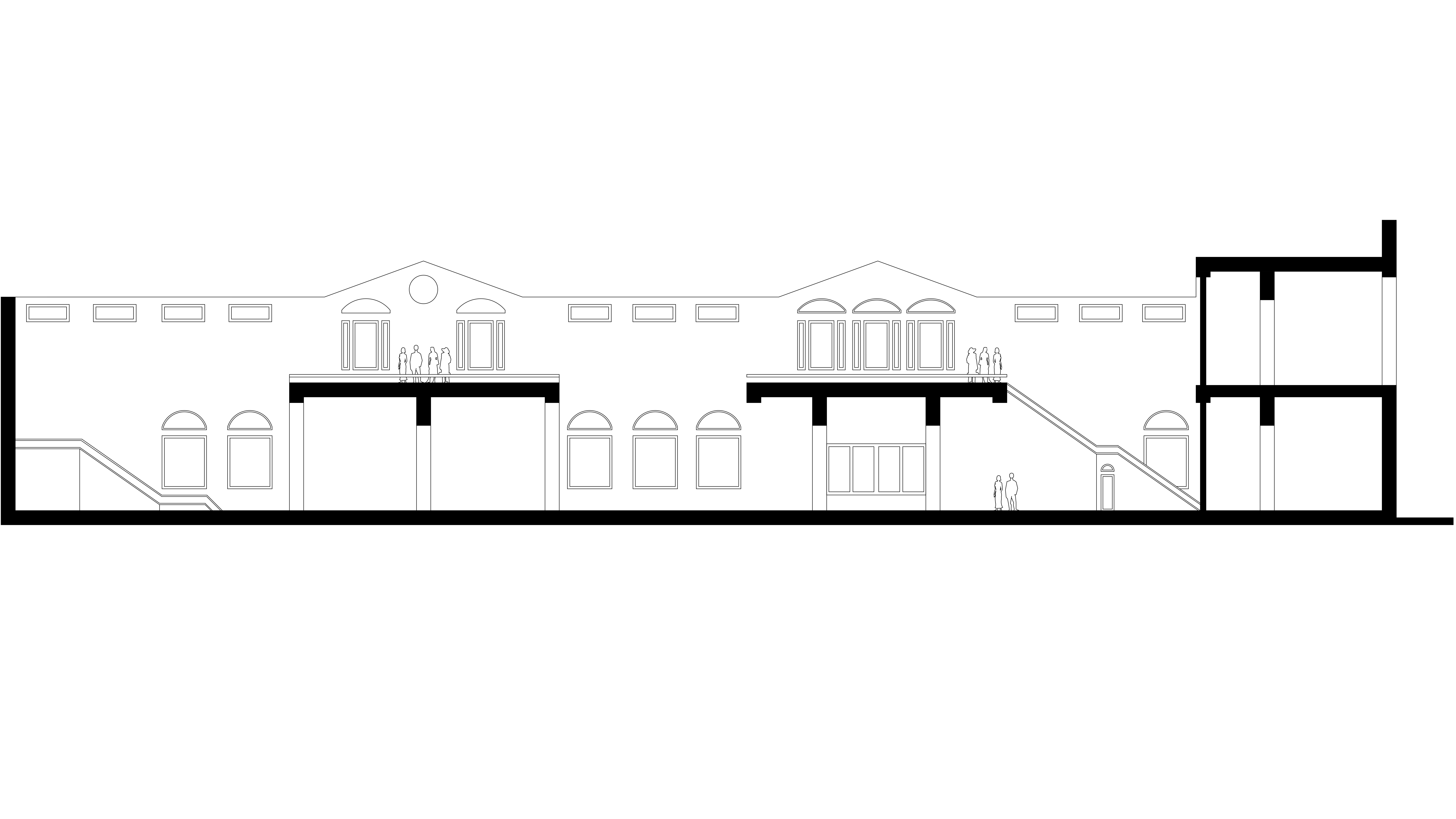
Corte longitudinal, Casa de los Ezeiza

Los arquitectos que trabajaron en la remodelación en 1980 restauraron cielorrasos, pisos, puertas y ventanas faltantes, molduras, frisos y detalles ornamentales arruinados por años sin ningún mantenimiento, al tiempo que derribaron construcciones precarias y subdivisiones improvisadas. Además, aprovecharon la altura de las habitaciones para instalar entrepisos en los comercios. Por otra parte, supieron conservar las columnas de hierro, las baldosas en damero de los patios y los pisos en pinotea de los interiores. En este proceso descubrieron algunos detalles que habían quedado ocultos a lo largo de los años debido al constante cambio de programa que sufrió este edificio. Por ejemplo el aljibe y la fachada originales de mármol que fueron descubiertos en este periodo. También se instalaron baños para el público y el restaurante para así poder habilitarlo como un espacio comercial. 